# Ernst Toller
Ernst Toller (Szamocin, 1º dicembre 1893 – New York, 22 maggio 1939) è stato un drammaturgo e rivoluzionario tedesco.

## Biografia
Di origine ebraica ed appartenente ad una famiglia di commercianti, studiò in Polonia per poi completare gli studi all'Università di Grenoble, in Francia.
Lo scoppio della prima guerra mondiale lo vide impegnarsi come volontario per la difesa della madrepatria tedesca: l'esperienza del fronte lo mutò, però, sensibilmente, spingendolo su posizioni pacifiste. Congedatosi nel 1916 a causa di una malattia, terminò gli studi universitari presso la Università Ludwig Maximilian di Monaco. A Monaco frequentò con interesse alcuni salotti letterari borghesi. Fece amicizia con Thomas Mann, Arthur Kutscher e Rainer Maria Rilke.
Il 1918, con la sua adesione al Partito Socialdemocratico Indipendente, segnò una svolta nella vita di Toller, che dichiaratamente si schierò su posizioni comuniste, rivoluzionarie e al contempo pacifiste. Proprio La svolta intitolò il suo primo dramma. Impegnatosi politicamente, appoggiò nel 1918 il crollo della monarchia in Baviera.
Fu lui assieme a Gustav Landauer e Erich Mühsam il 9 aprile 1919 a proclamare la Räterepublik. Sebbene pacifista fu incaricato di formare una armata rossa. Nella Repubblica dei consigli bavarese ricoprì per un periodo la carica di presidente del consiglio centrale, scontando poi, al momento della repressione, cinque anni di carcere a Niederschönenfeld.
Per anni è stato l'amante di Luise Mendelsohn, moglie dell'architetto Erich, conosciuta durante una vacanza di lei in Engadina.
L'esperienza mise a dura prova i suoi ideali di pacifismo e non violenza: la produzione letteraria di Toller mise allora in evidenza la lacerazione esistente tra l'"uomo etico", portatore di ideali di alta umanità e "uomo politico", portatore invece dell'ideale di massa che calpesta gli ideali ed i bisogni individuali. A questo conflitto è dedicato Uomo massa del 1919 che rielabora il tragico destino di Sarah Sonja Rabinowitz. In carcere approfondì la conoscenza dei componenti della classe operaia, esperienza che gli fu d'aiuto per meglio comprendere quanto di agiografico vi fosse nella descrizione del proletariato da parte degli intellettuali. Tali nozioni vennero riversate nel dramma I distruttori di macchine del 1920-1921, in chiaro riferimento ai moti luddisti.
Espresse le sue posizioni marxiste in alcuni dei suoi ultimi lavori come Spegnete i fuochi o Il giorno del proletariato.
Perseguitato dai nazisti per le sue posizioni politiche e per le sue origini ebraiche, emigrò dapprima in Inghilterra e poi negli Stati Uniti d'America, dove si suicidò nell'albergo Mayflower di New York il 22 maggio 1939, dopo aver amaramente constatato di aver perso la vena poetica e creativa.
Gli scrittori Oskar Maria Graf e Sinclair Lewis come anche il politico spagnolo Juan Negrín tennero un discorso accanto alla sua bara. Il suo amico Thomas Mann fece leggere un saluto tramite Klaus Mann.

## Opere
- Die Wandlung, das Ringen eines Menschen, 1919 (teatro)
  - trad. Emilio Castellani, La svolta, in Teatro, Torino: Einaudi ("Supercoralli"), 1971
- Masse Mensch, ein Stück aus der sozialen Revolution des XX Jahrhunderts, 1920 (teatro)
  - trad. Emilio Castellani, Uomo Massa, introduzione di Vito Pandolfi, Milano: Rosa e Ballo, 1945; poi in Teatro, cit.
- Die Maschinenstürmer, ein Drama aus der Zeit der Ludditenbewegung in Englandin fünf Akten und einem Vorspiel, 1922 (teatro)
  - trad. Franco Lo Re, I distruttori di macchine, in Teatro, cit.
- Der deutsche Hinkemann, eine Tragödie in drei Akten, 1923 (teatro)
  - trad. Laura e Vito Pandolfi, Hinkemann, il mutilato. Tragedia in tre atti scritta nella prigione di Niederschoenenfeld nel 1921-1922, supplemento a "Il dramma" n. 35-38, maggio 1947
  - trad. Emilio Castellani, Hinkemann, in Teatro, cit.
- Der entfesselte Wotan, eine Komödie, 1923 (teatro: Wotan scatenato)
- Das Schwalbenbuch, 1924 (poesia: Libro sulle rondini)
- Erwachen, 1924 (teatro: Risveglio)
- Hoppla, wir leben!, ein Vorspiel und fünf Akte, 1927 (teatro)
  - trad. Emilio Castellani, OPLÀ, noi viviamo!, Milano: Rosa e Ballo, 1946; Torino: Einaudi ("Collezione di teatro" n. 126), 1968; poi in Teatro, cit.
- Justiz. Erlebnisse, 1927 (testimonianza: Giustizia)
- Quer Durch, Reisebilder und Reden, 1930 (viaggi e discorsi)
- Feuer aus den Kesseln, historisches Schauspiel, 1930 (teatro: Fuoco dalle caldaie)
- Wunder in Amerika, 1931 (teatro: Miracolo in America)
- Die blinde Göttin, Schauspiel in fünf Akten, 1933 (teatro: La dea cieca)
- Eine Jugend in Deutschland, 1933 (autobiografia)
  - trad. Emilio Castellani, Una giovinezza in Germania, Torino: Einaudi ("Einaudi Letteratura" n. 26), 1972; ivi ("Nuovi coralli" n. 326), 1982
- Nie wieder Friede, Komödie, 1934 (teatro: Mai più pace)
- Briefe aus dem Gefängnis, 1935 (lettere)
  - trad. Viviana Finzi Vita, Lettere dal carcere, Roma: Bulzoni, 1980
- Pastor Hall, 1939 (teatro)
  - trad. Il pastore Hall, supplemento a "Il dramma", n. 67-69, 1948